# Лорен Вілкінсон
Лорен Вілкінсон  (англ. Lauren Wilkinson, 17 жовтня 1989) — канадська веслувальниця, олімпійська медалістка.

## Виступи на Олімпіадах
| Олімпіада   | Дисципліна                     | Місце |
| ----------- | ------------------------------ | ----- |
| Лондон 2012 | вісімка розстібна зі стерновим | 2     |

## Зовнішні посилання
- Досьє на sport.references.com [Архівовано 16 грудня 2012 у Wayback Machine.]